# Батьківщини солдат
«Батьківщини солдат» — радянський художній фільм 1975 року, знятий режисером Юрієм Чулюкіним на кіностудії «Мосфільм».

## Сюжет
Про відомого вченого-фортифікатора, генерал-лейтенанта інженерних військ Дмитра Михайловича Карбишева (1880—1945), який загинув у таборі Маутхаузен. Перед війною він керував роботами щодо зміцнення Брестської фортеці та підступів до Ленінграда. 1940 року йому виповнилося 60 років. Початок війни застав його в Білорусії. Після одного з боїв, тяжко поранений, він потрапляє в полон.

## У ролях
- Володимир Сєдов — Дмитро Михайлович Карбишев, генерал
- Борис Гусаков — Гарольд Чижов, старшина
- Віктор Шульгін — полковник Прохоров
- Олег Голубицький — Барабанов, староста бараку
- Володимир Осенєв — генерал фон Раубен
- Володимир Маренков — Ернст, фашистський агент
- Еміль Каревич — полковник СС
- Юрій Дуванов — Воронов
- Юрій Назаров — майор
- Юрій Боголюбов — Глухов
- Маргус Туулінг — майор СС
- Микола Прокопович — Генріх Гіммлер
- Юрій Померанцев — генерал Власов
- Герард Залевський — комендант концтабору
- Р. Арженніков — в'язень концтабору
- Анджей Бєльський — перекладач
- Людмила Чулюкіна — німецька медсестра
- Н. Глухов — епізод
- Костянтин Григор'єв — в'язень концтабору
- В'ячеслав Жолобов — в'язень концтабору
- Альфред Зінов'єв — епізод
- Олександр Зимін — епізод
- Б. Зуєв — епізод
- А. Карпович — епізод
- Андрій Карташов — в'язень концтабору
- Веслав Ковальчик — комендант табору
- Сергій Кокорін — Альоша, льотчик, в'язень концтабору
- Василь Кравцов — Петрович, в'язень концтабору
- Еугеніуш Куявський — Мюллер
- В. Набатов — епізод
- Геннадій Ненашев — епізод
- В. Нікітін — епізод
- Анатолій Салімоненко — капітан
- Б. Скварка — епізод
- Анджей Скупень — епізод
- Адольф Хроницький — генерал-майор Ракітін, військовополонений
- Мечислав Щавинський — епізод
- Лариса Віккел — епізод
- Аркадій Іванов — епізод
- Фелікс Яворський — закадровий переклад

## Знімальна група
- Режисер — Юрій Чулюкін
- Сценаристи — Олександр Горохов, Георгій Кушніренко, Юрій Чулюкін
- Оператор — Михайло Коропцов
- Композитор — Кирило Молчанов
- Художник — Петро Кисельов